# 旺格奥格
旺格奥格（德語：Wangerooge，發音：[vaŋɐˈʔoːɡə] ⓘ）是德国下萨克森州弗里斯兰县的市镇，下辖同名海岛，面积4.97平方千米，2023年12月31日人口为1,217人。